# Fostoria (Ohio)
Fostoria è un comune degli Stati Uniti d'America, situato nello stato dell'Ohio, diviso tra la contea di Seneca, la contea di Hancock e la contea di Wood.